# Hidroclorotiazidă
Hidroclorotiazida (abreviată HCTZ, HCT, sau HZT), este un medicament diuretic utilizat frecvent în tratarea tensiunii arteriale crescute și edemului. Mai este utilizată și pentru diabetul insipid, acidoză tubulară renală, și pentru a reduce riscul de pietre la rinichi celor cu nivel ridicat de calciu în urină. Se recomandă deseori ca tratament de primă linie pentru tensiune arterială crescută.  HCTZ se ia pe cale orală și poate fi combinat cu alte medicamente antihipertensive într-un comprimat unic pentru a-i crește eficiența. 

## Efecte secundare
Posibilele efecte secundare includ funcționarea proastă a rinichilor, dezechilibru electrolitic în special nivel scăzut de potasiu în sânge și mai puțin întâlnit nivel scăzut de sodiu în sânge, guta, nivel ridicat de zahăr în sânge, și  senzație de leșin la ridicarea în picioare. În timp ce se raportează că alergiile la HCTZ apar mai des la persoanele alergice la sulfamide nu se recomandă asocierea lor. It may be used during pregnancy but is not a first line medication in this group.

## Mecanism
Face parte din clasa de medicamente a tiazidelor și reduce abilitatea rinichiului de a reține apă. Inițial reduce volumul de sânge, și implicit cantitatea de sânge care se întoarce la inimă și astfel volum cardiac. Folosit pe termen lung, se crede că reduce rezistența vasculară periferică.

## Istoric
Două companii, Merck și Ciba, susțin că au descoperit medicamentul care a fost disponibil pe piață din 1959. Se află pe lista Organizația Mondială a Sănătății - medicamente esențiale, cu cele mai importante medicamente necesare într-un sistem de sănătate de bază.
În 2008 era al doilea medicament ca utilizare pentru tensiune arterială din Statele Unite. Este disponibil ca medicament și nu este foarte scump.